# Portland, Connecticut
Portland är en kommun (town) i Middlesex County i delstaten Connecticut, USA med cirka 8 732 invånare (2000). Den har enligt United States Census Bureau en area på totalt 64,5 km² varav 3,8 km² är vatten.